# Elecciones al Consejo Legislativo de Gambia de 1947
El 11 de diciembre de 1947, se llevó a cabo una elección para un único asiento electo en el Consejo Legislativo de Gambia una colonia del Reino Unido. Fue el primer proceso electoral en la Historia de Gambia, y la primera vez que el Consejo Legislativo tenía un representante electo. Edward Francis Small, posterior fundador de la Unión del Trabajo de Gambia, ganó el asiento con el 46.67% de los votos, derrotado a Ibrahima Garba-Jahumpa, posterior fundador del Partido del Congreso Musulmán, y al jeque Omar Fye.

## Resultados
| Candidato                          | Votos | %     | Notas  |
| ---------------------------------- | ----- | ----- | ------ |
| Edward Francis Small               | 1,491 | 46.67 | Electo |
| Sheikh Omar Fye                    | 1,018 | 31.86 |        |
| Ibrahima Momodou Garba-Jahumpa     | 679   | 21.25 |        |
| John Finden Dailey                 | 4     | 0.13  |        |
| Richard Rendall                    | 3     | 0.09  |        |
| Total                              | 3,195 | 100   |        |
| Votantes registrados/participación | 5,580 | 57.26 |        |
| Fuente: Hughes & Perfect           |       |       |        |